# Xiuhcóatl (supercomputadora)

Xiuhcóatl es una supercomputadora perteneciente al CINVESTAV, alojada y operada en la CGSTIC adquirida a finales del 2011 y puesta en operación el 25 de enero de 2012, se ubica en la unidad Zacatenco en el Edificio de la CGSTIC de dicho centro de investigación. Es una de las  supercomputadoras con mayor capacidad de cálculo en México. El nombre es de origen prehispánico y hace referencia al arma del dios Huitzilopochtli tiene su origen en el náhuatl y cuyo significado es serpiente de fuego.
Xiuhcóatl forma parte del Laboratorio Nacional de Cómputo de Alto Rendimiento (LANCAD), que junto con las supercomputadoras de la UAM (Yoltla) y la UNAM (Miztli) y su objetivo es atender los problemas científicos más demandantes a nivel nacional, esto mediante la conformación de una GRID de gran capacidad en la zona metropolitana de la Ciudad de México. Apoyado por CONAHCYT.

## Arquitectura
Es de arquitectura Híbrida/Heterogénea usando procesadores INTEL y AMD, así como tarjetas aceleradoras GPGPU NVIDIA 2070/2075 originalmente, sin embargo el clúster Xiuhcoatl ha aumentado su performance con tarjetas de procesamiento GPGPU NVIDIA K40 y K80, así como con Co-procesadores Xeon Phi 7120P.
Originalmente Xiuhcoatl tenía un poder de computo de 24.97 TeraFlops reales bajo prueba de Linpack y de 43.65 TeraFlops teóricos, y se ha venido incrementando el performance de la siguiente manera:
 Para el finales del año 2014 en el clúster Xiuhcoatl se alcanzó un Performance Teórico instalado total de 112.1 TeraFlops (K40 y XeonPhi)  
 Para el finales del año 2015 en el clúster Xiuhcoatl se alcanzó un Performance Teórico instalado total de 298.4 TeraFlops. (K80)  
 Para el finales del año 2017 en el clúster Xiuhcoatl se alcanzó un Performance Teórico instalado total de 365 TeraFlops. (CPUs Intel E5V4)  
Para 2016 el sistema de almacenamiento basado en Lustre File System cuenta con un total de 63TB en el espacio dedicado a /home y 40TB en el espacio dedicado a /scratch, cabe señalar que el home está paso de tecnología SAS a tecnología de disco SSD  y el espacio de scratch aun está en tecnología SAS 2.0.
Para 2020 el sistema de almacenamiento basado en Lustre File System cuenta con un total de 63TB en espacio dedicado a /home y 42TB en el espacio dedicado a /scratch, ambos espacios están creados a partir de tecnología de disco SSD. 
 Para finales del año 2021 en el clúster Xiuhcoatl se compró e integró una nueva infraestructura la cual le perimite alcanzar un Performance Teórico instalado total de 448 TeraFlops. (CPUs Xeon Gold 6342 y Tarjetas A100 de NVIDIA)  
 Para finales del año 2024 en el clúster Xiuhcoatl se compró equipo para actualización del sistema Lustre logrando con los mimos discos de SSD tener dos espacios uno de 70TB y otro de 39TB. con (CPUs Xeon de 5ta generación )  
- Cluster Híbrido Xiuhcoatl

Con esta última adquisición en el año 2021, el poder de cómputo instalado en Xiuhcoatl es de 448 TeraFlops Teóricos (Rpeak).